# Haruya Ide
Haruya Ide (井出 遥也 Ide Haruya?), född 25 mars 1994 i Chiba prefektur, är en japansk fotbollsspelare.
Ide började sin karriär 2011 i JEF United Chiba. Han spelade 99 ligamatcher för klubben. 2017 flyttade han till Gamba Osaka. Efter Gamba Osaka spelade han för Montedio Yamagata och Tokyo Verdy.